# Felben
Felben (toponimo tedesco) è una frazione del comune svizzero di Felben-Wellhausen, nel Canton Turgovia (distretto di Frauenfeld).

## Storia

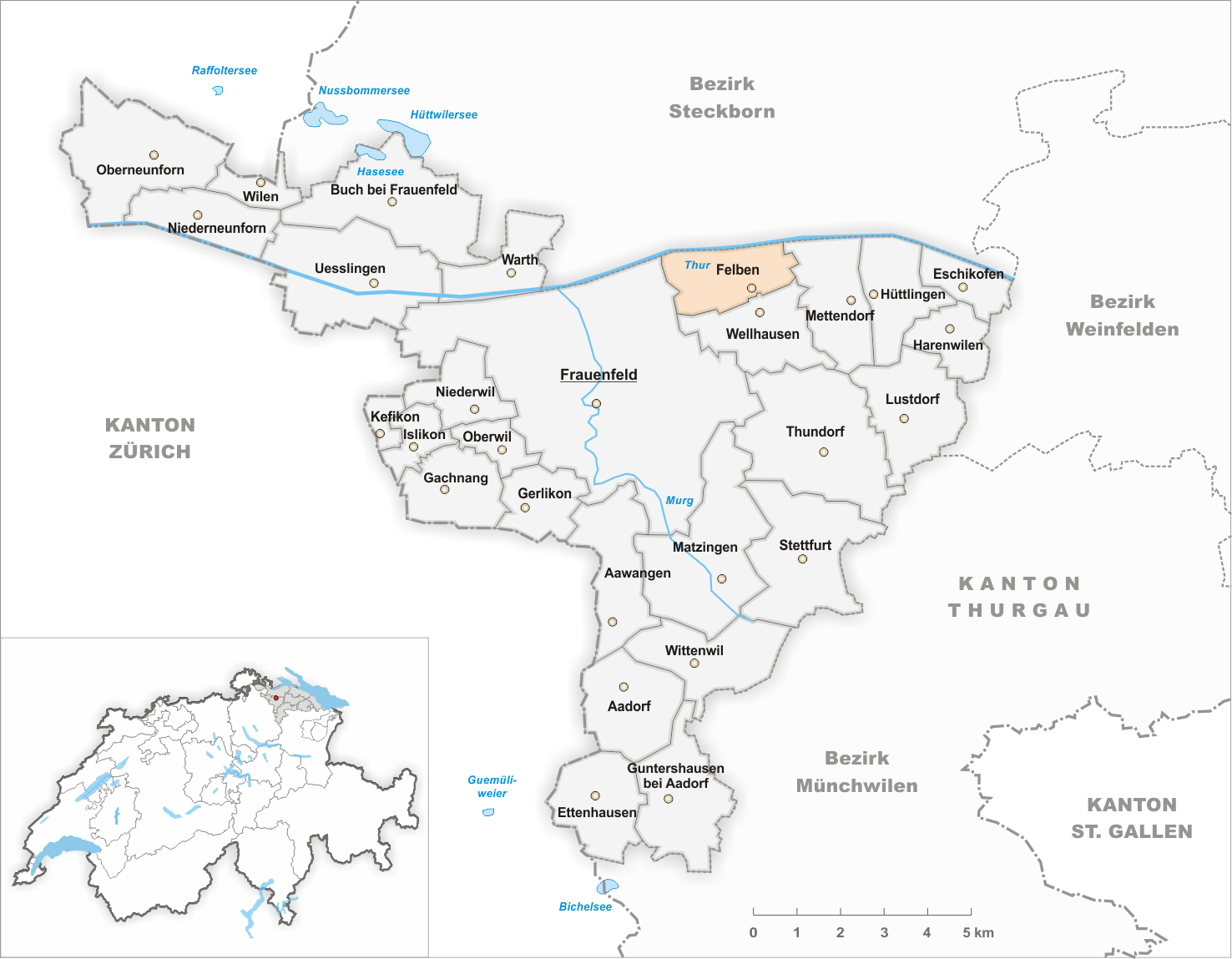
Il territorio del comune di Felben prima degli accorpamenti comunali del 1983

Già comune autonomo, nel 1983 è stato accorpato all'altro comune soppresso di Wellhausen per formare il nuovo comune di Felben-Wellhausen, del quale Felben è il capoluogo.

## Società

### Evoluzione demografica
L'evoluzione demografica è riportata nella seguente tabella:
Abitanti censiti

## Amministrazione
Ogni famiglia originaria del luogo fa parte del cosiddetto comune patriziale e ha la responsabilità della manutenzione di ogni bene ricadente all'interno dei confini della frazione.